# Aristolochia megalophylla
Aristolochia megalophylla là một loài thực vật có hoa trong họ Aristolochiaceae. Loài này được K.Schum mô tả khoa học đầu tiên năm 1889.